# 索特卢莫里什库
索特卢莫里什库是葡萄牙布拉干萨区的一个堂区。总面积12.5平方公里，总人口60人，人口密度4.8人/平方公里。